# Isla Schmidt
La isla Schmidt (en ruso: ostrov Shmidta) es una de las islas del archipiélago de Severnaya Zemlya, y está localizada en el Ártico de Rusia.  
Administrativamente, la isla depende del Krai de Krasnoyarsk.

## Geografía
La isla Schmidt, con una superficie estimada de 467 km², se encuentra en el extremo noroeste del archipiélago, bastante separada, a unos 32 km al oeste de la isla Komsomolets, en una zona de permanente banquisa. Está casi totalmente cubierta por el homónimo campo de hielo Schmidt. Debido a su posición expuesta, el clima en la isla es mucho más frío que en el resto del archipiélago.  En esta isla está localizado el punto más septentrional de Asia y también de Rusia.
El clima, la fauna y la flora del archipiélago están descritos en el artículo Severnaya Zemlya

## Historia
La isla fue descubierta en 1930 por una expedición en el rompehielos Georgiy Sedov bajo el mando de O.Y. Schmidt y V. Y. Wiese (capitán Voronin) en el camino de regreso a Arjánguelsk y fue nombrada en reconocimiento al científico soviético y primer «Director Jefe de la Ruta del Mar del Norte», Otto Yulievich Schmidt (1891-1956).